# 1-乙炔基环己醇
1-乙炔基环己醇是一种有机化合物，化学式为C8H12O，它可由乙炔和环己酮在氢氧化钾的存在下于DMSO中反应制得。它和乙酸酐反应，生成乙酸-1-乙炔基环己酯。它和有机叠氮化物反应，乙炔基转化为三唑。